# Harmontown
 (octobre 2023).
La mise en forme du texte ne suit pas les recommandations de Wikipédia : il faut le « wikifier ».
Les points d'amélioration suivants sont les cas les plus fréquents. Le détail des points à revoir est peut-être précisé sur la page de discussion.
- Les titres sont pré-formatés par le logiciel. Ils ne sont ni en capitales, ni en gras.
- Le texte ne doit pas être écrit en capitales (les noms de famille non plus), ni en gras, ni en italique, ni en « petit »…
- Le gras n'est utilisé que pour surligner le titre de l'article dans l'introduction, une seule fois.
- L'italique est rarement utilisé : mots en langue étrangère, titres d'œuvres, noms de bateaux, etc.
- Les citations ne sont pas en italique mais en corps de texte normal. Elles sont entourées par des guillemets français : « et ».
- Les listes à puces sont à éviter, des paragraphes rédigés étant largement préférés. Les tableaux sont à réserver à la présentation de données structurées (résultats, etc.).
- Les appels de note de bas de page (petits chiffres en exposant, introduits par l'outil «  Source ») sont à placer entre la fin de phrase et le point final[comme ça].
- Les liens internes (vers d'autres articles de Wikipédia) sont à choisir avec parcimonie. Créez des liens vers des articles approfondissant le sujet. Les termes génériques sans rapport avec le sujet sont à éviter, ainsi que les répétitions de liens vers un même terme.
- Les liens externes sont à placer uniquement dans une section « Liens externes », à la fin de l'article. Ces liens sont à choisir avec parcimonie suivant les règles définies. Si un lien sert de source à l'article, son insertion dans le texte est à faire par les notes de bas de page.
- La présentation des références doit suivre les conventions bibliographiques. Il est recommandé d'utiliser les modèles {{Ouvrage}}, {{Chapitre}}, {{Article}}, {{Lien web}} et/ou {{Bibliographie}}. Le mode d'édition visuel peut mettre en forme automatiquement les références.
- Insérer une infobox (cadre d'informations à droite) n'est pas obligatoire pour parachever la mise en page.

Pour une aide détaillée, merci de consulter Aide:Wikification.
Si vous pensez que ces points ont été résolus, vous pouvez retirer ce bandeau et améliorer la mise en forme d'un autre article.
 (octobre 2023).
Le contenu est difficilement compréhensible vu les erreurs de traduction, qui sont peut-être dues à l'utilisation d'un logiciel de traduction automatique.
Harmontown est un podcast de comédie diffusé de façon hebdomadaire entre le 16 juin 2012 et le 3 décembre 2019. Il est présenté par le scénariste Dan Harmon, particulièrement connu pour être le créateur des séries télévisées Community et Rick et Morty, accompagné de l'acteur Jeff B. Davis, notamment connu pour la série d'improvisation Whose Line Is It Anyway?. Harmontown débute comme un spectacle humoristique mensuel tenu à Los Angeles, en Californie au NerdMelt Showroom à partir du 23 mai 2011, mais le spectacle devient hebdomadaire lorsque Dan Harmon a été viré de Community. Depuis la deuxième moitié de l'année 2012, chaque épisode de Harmontown est enregistré et sorti comme podcast, tout d'abord par Feral Audio, jusqu'en 2017, puis par Starburns Audio, à partir de 2018,.
Le podcast fait intervenir de nombreuses célébrités, notamment Game Grumps, Emily V. Gordon, Kumail Nanjiani, Greg Proops, Aubrey Plaza, Bobcat Goldthwait, Rob Schrab, Curtis Armstrong, Patton Oswalt, Jason Sudeikis, Dana Carvey, Felicia Day, Robin Williams, Mitchell Hurwitz, Joel McHale, Rob Corddry, John Mayer, Eric Idle, Logic et Steve Agee.
Le 8 mars 2014, un documentaire sur le podcast, également intitulé Harmontown est diffusé en avant-première au festival du film de South by Southwest.

## Origines
Les premières mentions de Harmontown commencent avec les tentatives de Harmon et Davis de discuter de la manière d'éliminer avec succès les défauts de la société et de créer une utopie (qui, selon eux, pourrait être résolu par la création d'une colonie lunaire) devant un public. Le spectacle évolue vers ce que Dan Harmon et Jeff Davis appellent des « séances de thérapie en direct » pour Harmon, où il discute avec Davis de sujets variés, allant d'anecdotes sur sa famille et son travail à des commentaires sur le cinéma, les questions de société et les scandales.

## Format et structure
Harmontown n’est pas écrit, le podcast est largement improvisé. L'émission accueille fréquemment de nombreux invités pour animer les discussions. Dès sa cinquième diffusion, une session de Donjons et Dragons est instaurée à la fin de chaque épisode. C'est ainsi que le Maître du Jeu, Spencer Crittenden, anime les segments D&D grâce à sa connaissance approfondie du jeu. Crittenden se trouvait par hasard parmi les spectateurs lorsque Harmon et Davis ont sollicité l'aide du public pour apprendre à jouer à D&D. Crittenden s'est progressivement intégré à la distribution principale, avant d'être embauché comme assistant de Dan Harmon.
À partir de l’épisode 131 Dirty Little Potato People en 2015, le segment Donjons et Dragons est remplacé par une session de Shadowrun, placée à la fin des épisodes, pour une durée similaire au segment D&D. Crittenden demeure le Maître du Jeu, et certains invités tiennent le rôle de certains personnages de la campagne.
Entre octobre 2017 et juin 2018, le podcast est enregistré sans public, à cause d'un problème de permissions des Starburns Studios. L'émission est enregistrée au Starburns Castle, un studio appartenant à Starburns Industries. Harmontown retourne en public en juin 2018 au Dynasty Typewrite à The Hayworth, à Westlake Village, à Los Angeles.
Lorsque Jeff Davis est indisponible, des invités comme Rob Schrab, Erin McGathy, Kumail Nanjiani, Duncan Trussell et Brandon Johnson le remplacent. Parfois certains invités tenait le rôle de suppléant comme Mitchell Hurwitz et Bobcat Goldthwait, ou encore pendant la tournée cinématographique de Harmontown, Gilbert Gottfried, Dino Stamatopoulos, Steve Agee et LeVar Burton.

## Tournée et documentaire
Entre le 10 et le 30 janvier 2013, Harmontown est parti en tournée nationale, enregistrant chaque épisodes dans différentes villes. À cette occasion, un documentaire est tourné, intitulé également Harmontown, produit par Neil Berkeley. Le documentaire est diffusé pour la première fois le 8 mars 2014 pendant le festival de South by Southwest,.
En 2016, Harmontown entreprend une tournée en Australie.

## Distribution et équipe
- Dan Harmon : maire de Harmontown
- Jeff B. Davis : le contrôleur
- Spencer Crittenden : Maître du donjon
- Erin McGarthy, Rob Schrab, Brandon Johnson et Kumail Nanjiani : invités récurrents et suppléants contrôleurs
- DeMorge Brown : invité récurrent
- Dustin Marshall : producteur du podcast de 2011 à 2016
- Steve Levy : producteur
- Kristian Boruff : réalisateur
- Sarah Hill : coordinatrice technique
- Kevin Day : producteur web

## Controverse
Les déclarations de Dan Harmon sur Harmontown suscitent souvent la controverse. Après la troisième saison de Community, Sony le licencie de son poste de show runner et de nombreux fans constatent avec mécontentement le changement de ton de la saison suivante,. Dan Harmon évite de regarder la quatrième saison de son ancienne série pendant un certain temps, mais après l'avoir finalement vue, il exprime son opinion sur la saison lors d'un épisode de Harmontown. Il fait des commentaires faisant référence à Jeffrey Dahmer, tueur en série et cannibale condamné, et décrit son expérience de visionnage de la saison ainsi : « c'était comme feuilleter des comptes Instagram et voir sa copine couver avec des millions d'autres mecs ».

## Accueil critique
The A.V. Club écrit que « le podcast est seulement pour la fans, mais pour ce groupe sous-estimé, il est essentiel de l’écouter ». CraveOnline écrit sur le podcast : « si vous êtes fan de Community, ne manquez surtout pas les cerveaux derrière cette série. Si vous êtes amateur d'humour, ne manquez surtout pas cette émission, car c'est, sérieusement, le meilleur podcast humoristique du moment. Harmon est un orateur exceptionnel, et Davis est tout aussi agréable à écouter ».